# A&M/Octone Records
A&M/Octone Records (também conhecida como Octone Records) foi uma gravadora norte-americana. Fundada em 2007, é uma joint venture entre a Interscope-Geffen-A&M e a OctoScope Music LLC, sendo administrada pela Universal Music Group.
Em outubro de 2013, Interscope Geffen-A & M-adquiriu 50% de participação Octone Records na A & M / Octone, cofragem a etiqueta em 2014, como anunciado.

## Principais artistas
- Flyleaf
- Hollywood Undead
- Maroon 5